# Flora y fauna de las Islas Kerguelen
Las islas Kerguelen son parte de la ecorregión de tundra de las Islas del Océano Índico Meridional que incluye varias islas subantárticas. En este clima frío, la vida vegetal se limita principalmente a pastos, musgos y líquenes, aunque las islas también crece el repollo de Kerguelen, planta autóctona. Las islas se encuentran en la convergencia antártica, donde el agua fría que asciende desde la Antártida y se mezcla con el agua más cálida del Océano Índico. Como consecuencia, los mamíferos marinos, especialmente las focas, y las aves marinas y los pingüinos son numerosos.

## Fauna

### Mamíferos
Focas y lobos marinos :

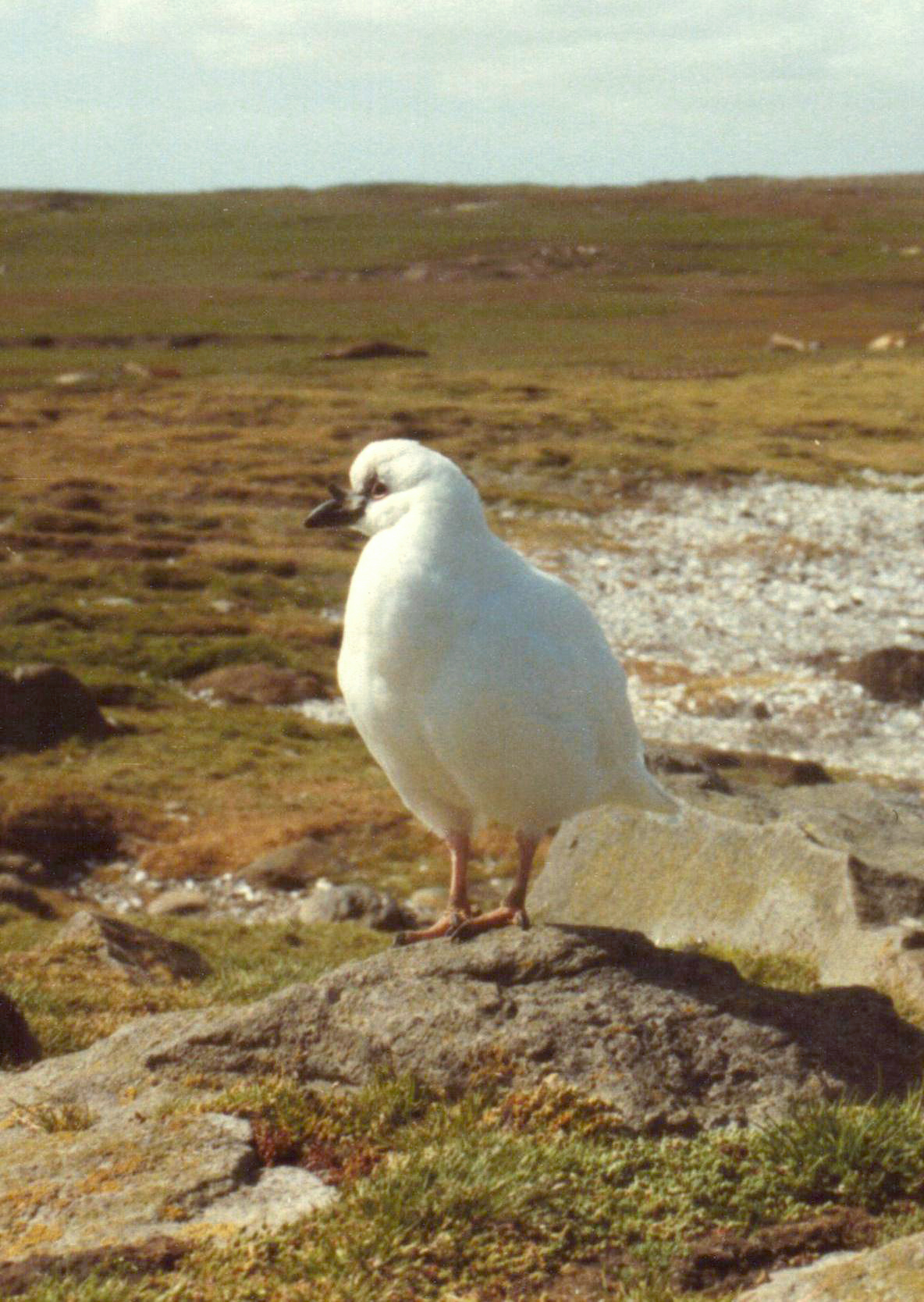
Pico antártico de cara negra (Chionis minor)

- Elefante marino del sur (Mirounga leonina)
- Lobo marino antártico (Arctophoca gazella)
- Foca leopardo (Hydrurga leptonyx) ocasionalmente.

Cetáceos :
- Delfín de Commerson (Cephalorhynchus commersonii)
- Orca tipo D (Orcinus orca).[2]
- Ballena jorobada (Megaptera novaeangliae)
- Ballena franca austral (Eubalaena australis), etc.

Mamíferos terrestres introducidos:
- Ovejas Bizet: Aproximadamente 3500 ovejas semisalvajes viven en Ile Longue; con el objetivo de proporcionar carne para el personal científico destacado en las islas. Curiosamente, el rebaño de ovejas Kerguelen, conocido como oveja Bizet, es una raza en peligro de extinción en la Francia continental de donde se originó. Las ovejas sufren una alta tasa de mortalidad al nacer (~25%), debido a que no han podido ajustar su ciclo reproductivo para coincidir con las estaciones del hemisferio sur, lo que hace que las madres den a luz durante los inviernos del sur, cuando la comida es menos abundante.
- Muflones: (oveja de montaña). Con aproximadamente 100 individuos, originarios de la isla de Córcega, se introdujeron en 1959. La población de Kerguelen estaba restringida a la isla Haute, en el Golfo de Morbihan. Como parte de los esfuerzos continuos para eliminar especies introducidas, la población fue erradicada en 2012.
- Reno: Los renos fueron introducidos en Ile des Rennes (Isla de los Renos), también llamada Ile Australia, por los noruegos. Los renos son excelentes nadadores y pronto encontraron su camino hacia la isla principal de La Grande Terre, a poca distancia. Hoy en día, los renos de las islas Kerguelen suman alrededor de 4000 individuos. Han podido sobrevivir gracias a su capacidad para extraer suficientes nutrientes del suministro de líquenes y musgos de las islas; sin embargo, su presencia ha tenido un impacto negativo en la flora del archipiélago. Esta es su única población en el hemisferio sur, ya que la población de renos introducida en Georgia del Sur fue erradicada en 2013.
- Conejos: Estos pequeños lagomorfos fueron traídos de Sudáfrica en 1874. Tiempo después, fueron reintroducidos en una segunda ocasión. La razón era proporcionar una fuente de alimentos frescos a los marineros que pudieran naufragar. Los conejos han devastado las comunidades de plantas de las islas y han causado una grave erosión en lugares donde su número se ha disparado, principalmente en la mitad oriental de las islas, donde las densidades de población han llegado a más de 40 por acre en algunos lugares. Hasta la fecha, los límites occidental y noroccidental de las islas se han salvado debido a un clima menos hospitalario. Las islas alejadas que rodean el archipiélago también se han salvado.
- Ratas
- Gatos: Las islas son el hogar de una población de gatos salvajes que descienden de los gatos de los barcos que los marineros tenían para controlar la población de ratas. Los gatos viven principalmente de conejos y aves marinas.

### Aves
Pingüinos:
- Pingüino Rey (Aptenodytes patagonicus)
- Pingüino papúa (Pygoscelis papua)
- Pingüino penacho amarillo del sur (Eudyptes chrysocome)
- Pingüino macarrones (Eudyptes chrysolophus)

Aves marinas:
- Albatros
- Patos antárticos
- Cormoranes
- Petreles
- Gaviotas
- Priones
- Págalos
- charranes

Las islas Kerguelen están cubiertas por la ratificación de Francia del Acuerdo internacional sobre la conservación de albatros y petreles, redactado bajo los auspicios de la Convención sobre especies migratorias.
Anseriformes:
- Pato rojizo de Eaton (Anas eatoni)
- El ánade real (Anas platyrhynchos) introducido

### Peces
En las décadas de 1950 y 1960, Edgar Albert de la Rue, un geólogo francés, inició la introducción de varias especies de salmónidos. De las siete especies introducidas, solo la trucha de arroyo Salvelinus fontinalis y la trucha marrón Salmo trutta sobrevivieron y pudieron establecer poblaciones silvestres. La trucha de arroyo ocupa los arroyos de cabecera, mientras que la trucha marrón ha establecido tanto arroyos residentes como poblaciones anádromas robustas en todas las islas.

## Flora

### Vegetación terrestre

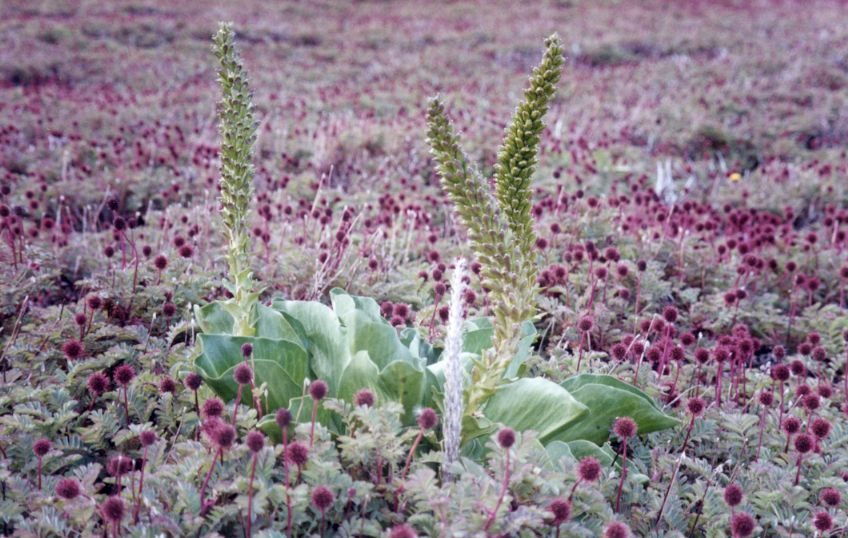
Col de Kerguelen en un campo de Acaena.

Las regiones costeras, hasta una altitud de unos 50 m, generalmente están cubiertas de vegetación herbácea baja y se clasifican como tundra. Más arriba domina el suelo rocoso y la vegetación es más escasa, limitada a matas dispersas y musgos y líquenes.
No hay árboles ni arbustos en las islas. Sin embargo, no siempre fue así. En ciertos sedimentos se pueden encontrar troncos de árboles fosilizados de la familia de las Araucariaceae, testigos geológicos de tiempos en los que Kerguelen tenía un clima más cálido que el actual.
Originalmente, el principal tipo de vegetación de baja altitud consistía en una espesa y continua alfombra de azorellae (Azorella selago) sobre la que se podían establecer varias otras especies como la famosa col de Kerguelen, Pringlea antiscorbutica (familia Brassicaceae). La azorella (Apiaceae) tenía un crecimiento en forma de almohada: el crecimiento del año formaba una capa apretada que se superponía al crecimiento del año anterior. La especie Lyallia kerguelensis (Hectorellaceae), la única especie estrictamente endémica del archipiélago, tiene un patrón de crecimiento similar. Las almohadas de azorellas podían superar el metro de espesor y las plantas adyacentes podían unirse para formar una lámina continua. Por otro lado, este tierno medio era el ideal para ciertas especies de aves marinas que podían cavar allí madrigueras para anidar. Los conejos destruyeron gran parte de este hábitat.
La introducción y proliferación de conejos destruyó este hábitat, que fue sustituido por una pradera monoespecífica constituida por una planta parecida a un pequeño Pimpinela de ensalada, Acaena adscendens (Rosaceae). Hoy en día, las alfombras de azorellas solo se pueden encontrar en las islas e islotes que no han sido dañados por los conejos. La col de Kerguelen corrió prácticamente la misma suerte. El establecimiento de otros mamíferos también tuvo consecuencias sobre la vegetación: consumo de las semillas de la col de Kerguelen por ratones, reduciendo sus capacidades de regeneración, consumo de los líquenes por renos, etc.
En los fondos planos y cerca de arroyos, el suelo suele estar empapado. Allí puede desarrollarse una vegetación pantanosa constituida principalmente por musgos. Esta vegetación puede parecer homogénea en la superficie, pero puede estar cubriendo arenas movedizas, en las que los senderistas pueden hundirse hasta la cintura.

### Vegetación marina

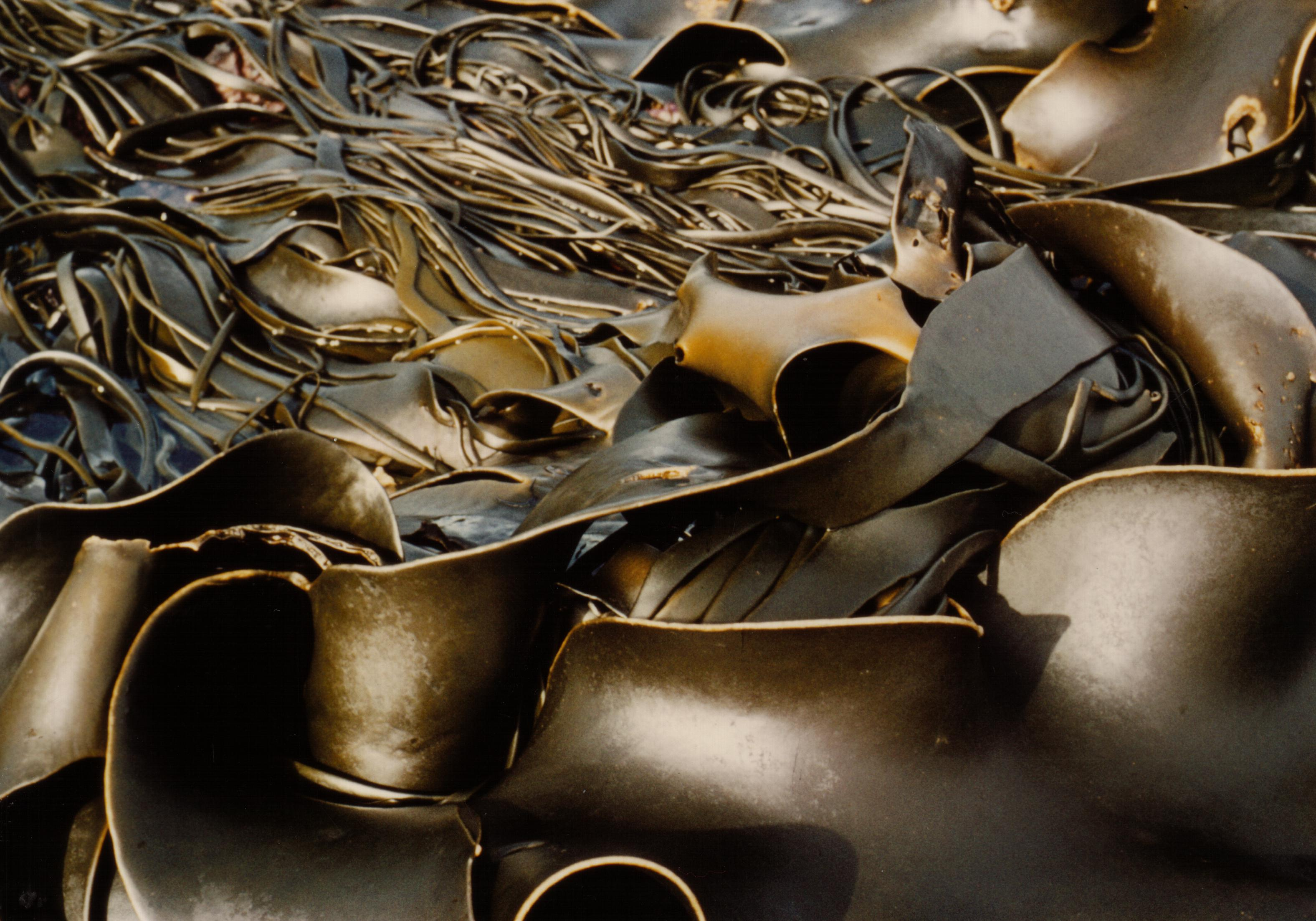
Tiras finas de Durvillaea flotante formando un cinturón costero

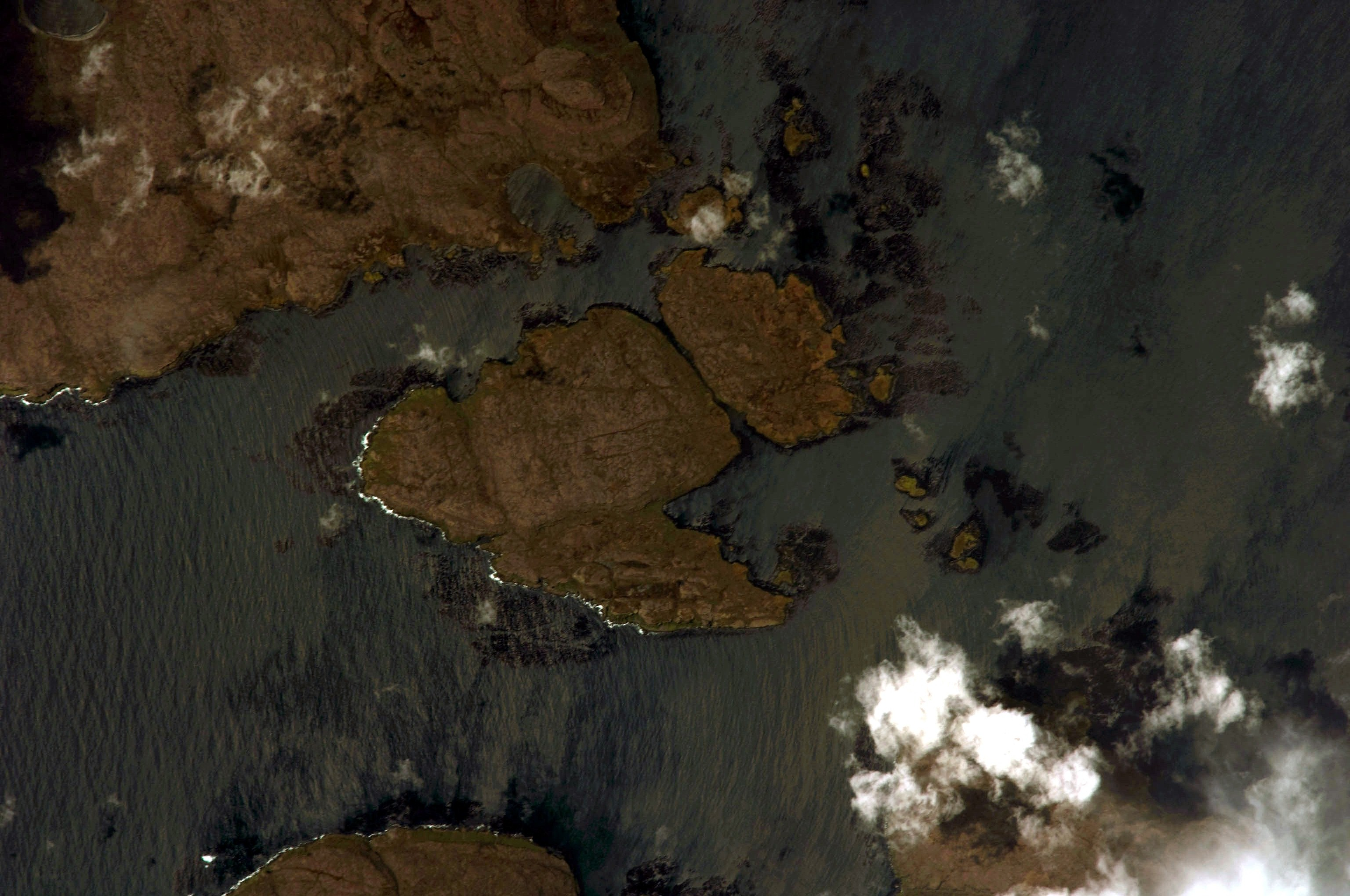
Bosque de algas en la costa de las Islas Kerguelen vistas desde el espacio

A diferencia de la vegetación terrestre que está muy poco desarrollada, la flora marina está floreciendo, en particular gracias a la presencia de algas pardas gigantes: las algas pardas (Macrocystis pyrifera), que forman verdaderos bosques submarinos, y el cochayuyo (Durvillaea antarctica), que cubre la mayor parte de las costas rocosas.
Los Macrocystis son uno de los tipos más grandes de macroalgas marinas, la especie puede crecer hasta una longitud de 50 metros, formando bosques submarinos en áreas submareales de fondo duro. Atadas al fondo por amarres ramificados, las algas crecen hasta la superficie en forma de columnas hechas de varias docenas de cuerdas entretejidas. Luego se esparcen ampliamente en la superficie gracias a flotadores colocados en la base de múltiples eslingas similares a láminas corrugadas. Las algas marinas pueden cubrir amplias áreas donde la navegación es prácticamente imposible porque las correas delgadas pueden enredarse en las hélices de los barcos y bloquearlas. 
Los bosques de algas marinas en las Islas Kerguelen albergan relativamente pocos vertebrados, pero muchos invertebrados coloridos, así como una gran diversidad de algas rojas. Las tormentas arrancan regularmente grandes cantidades de algas gigantes que llegan a la costa y se pudren en las playas en forma de colchón que puede alcanzar varios metros de espesor. Estos lavados de algas forman una de las bases esenciales del ecosistema local.